# 新威斯敏斯特
新威斯敏斯特（英語：New Westminster），當地華人常稱作二埠，是加拿大卑詩省大溫哥華地區的歷史名城，於1859年至1866年期間曾經是卑詩殖民地的首府。
二埠位於菲沙河北岸，坐落布勒半島東南方，離溫哥華市東南部約19公里（12英哩），北連本那比市，東接高貴林市，隔菲沙河與素里市相望。二埠亦有一小部分位於菲沙河對岸的魯魯島東邊，稱為昆士堡（Queensborough），與列治文市相接。二埠土地總面積是15.63平方公里。
據2016年人口普查所示，二埠的人口有70,996人。

## 歷史

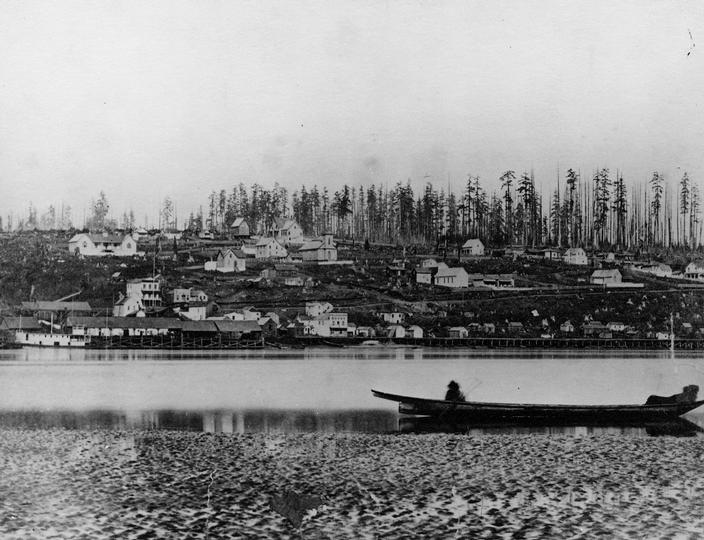
從菲沙河望向二埠（約攝於1865年）

卑詩殖民地於1858年成立後，其行政總部初期設於蘭里堡。有見該處接近美國邊界，英國當局認為當地不宜建立殖民地首府，遂於其境内另覓地點定都。穆迪上校認為現時新西敏所在的菲沙河北岸一帶容易保衛，水路交通理想，並具日後發展鐵路的潛力，遂於1859年建議將殖民地首府設於此處。時任卑詩總督道格拉斯（James Douglas）接納此建議，並於1859年2月14日宣佈將卑詩殖民地定都此處，取名「昆士堡」（Queensborough，意為「女王鎮」）。
然而，此名稱並不獲倫敦方面所接納，維多利亞女王更親自將此處依英國政治核心所在－西敏市－命名為「新西敏」（New Westminster），該市更因此獲「皇家之城」（Royal City）之別稱。新名稱於1859年7月20日生效，杜格拉斯總督並於1860年宣佈新西敏市成立，而「昆士堡」則成為新西敏在魯魯島上的飛地的名稱。由於此處是前往菲沙河谷淘金熱點的水路交通必經之地，新西敏亦發展成菲沙河谷淘金潮中的主要補給站之一。
另外，淘金熱亦吸引了一批華人進駐新西敏。由於華人當年抵埠時最先聚居於溫哥華島的首府維多利亞，該城被華人認作「大埠」，因此新西敏則成了「二埠」，此名稱並被大溫哥華地區的華人沿用至今。1881年的人口普查顯示，二埠當時的華人人口有485人，在全加拿大僅次於維多利亞，而華人更於二埠的河岸街（Front Street）一帶建立了一個唐人街。
卑詩和溫哥華島兩個殖民地於1866年二合為一，議會亦需從二埠和域多利中選出一個城市作為新殖民地的首府；二埠以8票比13票之差敗於域多利。
卑詩於1871年加盟加拿大聯邦，條件是聯邦政府需修建一條橫跨全國的鐵路連接卑詩和加拿大東部（即加拿大太平洋鐵路CPR）。有見二埠有機會成為該鐵路的西岸總站，其經濟展望亦曾一度改善，但後來CPR宣佈將總站設於滿地寶（後於1887年遷至溫哥華），二埠的美夢亦告落空。二埠更於1898年發生大火，市中心連唐人街付諸一炬。大火後部分華人遷至溫哥華（當時華人稱之為「鹹水埠」）的唐人街；而留守二埠的華人卻被市政府禁止於原址重建唐人街，新唐人街於是設於第八街、哥倫比亞街和皇家大道一帶（鄰近現架空列車二埠站所在）。但其後二埠市政府和省防火廳以唐人街内的建築不合防火規格為由，於1912年至1919年間陸續清拆唐人街，二埠唐人街因此一去不復返。
二埠市長賴特於2010年代表市政府，就該市過往歧視華人社區的行為向華社正式道歉。

## 交通

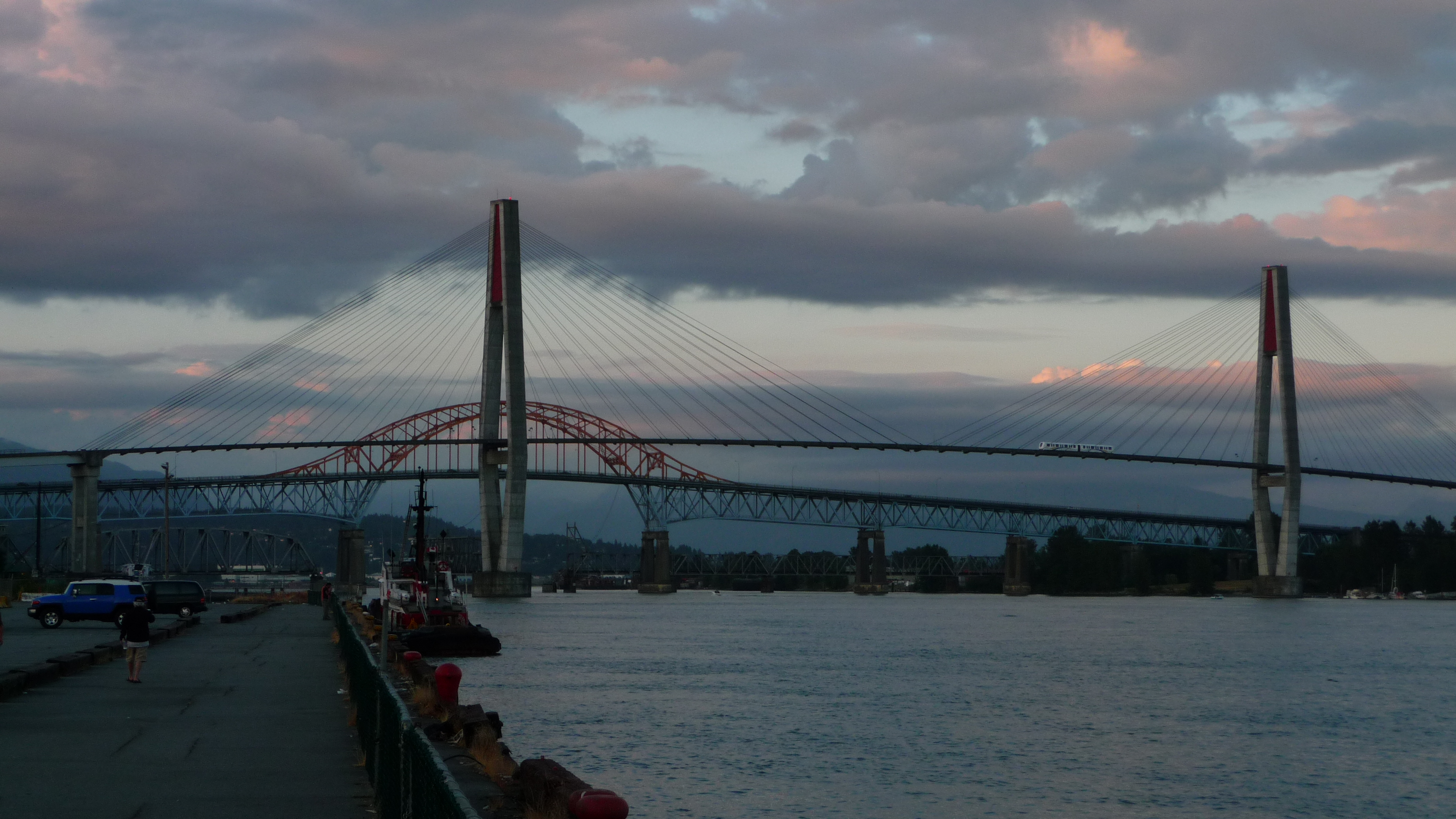
帕圖洛橋和天空之橋

二埠市内並沒有高速公路，但居民可從鄰近的本拿比和高貴林駁上橫加公路（卑詩省1號公路）。隸屬91A公路的昆士堡橋連接二埠市區、昆士堡和列治文，並透過阿力克斯·菲沙橋通往三角洲。帕圖洛橋和架空列車博覽線專用的天空之橋則連接二埠和素里。交通流量較少的德爾文大道橋（Derwent Way Bridge）則連接昆士堡和三角洲的安那西斯島（Annacis Island）。
市内的公共交通服務由運輸聯線提供。除巴士線外，溫哥華架空列車系統的博覽線亦駛經二埠，在市内停靠22街站、二埠站、哥倫比亞站、薩珀頓站和布雷德站。二埠屬於架空列車收費架構中的第2區。

## 教育
二埠市内的高等院校包括道格拉斯學院和卑詩省律政學院（Justice Institute of British Columbia）。基礎教育方面，新西敏校區（第40號校區）在市内營運一間高中、三間初中和八間小學。

## 著名人物
來自二埠的著名人物包括：
- 亞歷克斯·約翰遜（Alexz Johnson），藝人
- 雷蒙德·布爾（Raymond Burr），演員
- 格雷格·摩爾（Greg Moore），賽車手
- 里安·曼德雷克（Leon Mandrake），魔術師
- 賈斯汀·摩爾諾（Justin Morneau），職業棒球手

## 姐妹城市
- 日本守口市
- 菲律賓奎松市
- 中國麗江市